# Leśnica (Wrocław)
Leśnica (niem. Deutsch Lissa) – osiedle w zachodniej części Wrocławia, w byłej dzielnicy Fabryczna, oddalone od centrum o 10 km, położona na lewym brzegu Bystrzycy przy drodze do Środy Śląskiej. W granicach miasta od 1928. Obecne osiedle oprócz dawnego miasta Leśnica obejmuje również dawne wsie Stabłowice, Złotniki, Marszowice, Ratyn, Mokra, Pustki, Żar i Gajowa.
Leśnica uzyskała lokację miejską w 1261 roku, zdegradowana przed 1700 rokiem.

## Nazwa
W spisanym po łacinie dokumencie średniowiecznym wydanym we Wrocławiu w 1266 roku, który sygnował książę śląski Henryk III Biały, miejscowość wymieniona jest pod nazwą Lesnitz. Nazwę miejscowości w zlatynizowanej formie Lesniz notuje spisana po łacinie w latach 1269–1273 Księga henrykowska.
Osadę, a następnie już gród kasztelański nazywano Lesnyc (1226), Lesnicza (1231), Lesnicz (1271), Lesnitz (1228), Lesna (Leśna 1425). Ponieważ niemiecką nazwę Lissa nosiło także Leszno, stąd Leśnicę określano Deutsch Lissa w odróżnieniu od Polnisch Lissa. Nazwa wywodzi się od płynącej przez las rzeki Leśnicy (Leśnej), średniowiecznej nazwy rzeki Czarna Woda.

## Historia
Brak jest danych źródłowych na temat szczegółów historii Leśnicy do początków XII wieku. Pierwotna osada powstała prawdopodobnie po rozbiciu dzielnicowym w 1138, opodal zamku obronnego zwanego Żerawino. Po raz pierwszy została ona wymieniona w źródłach w 1201. Źródła wzmiankują wójta miejscowości w 1261, co oznacza miejski charakter osady.
Ze źródeł tych wynika, że miejscowość miała już wówczas prawo organizowania targu, co świadczy o jej ożywionym życiu gospodarczym. Na leśnickim zamku Piastów 7 grudnia 1201 zmarł Bolesław Wysoki. Do początków XIII wieku Leśnica była tzw. wsią przydrożną (ulicówką), tj. osadą położoną wzdłuż jednej drogi. Na osi północ-południe miała ok. 1 km długości, na osi wschód-zachód ok. 2 km. Z innych podobnych osad wyróżniała się tym, że istniała tutaj siedziba władcy i jego dworu.
Wiek XIV to „złoty wiek” tej miejscowości. Leśnica przestała być opisywaną powyżej ulicówką. Wraz z uzyskaniem statusu miasta i siedziby rycerskiej rozbudowywała się. Od głównej ulicy odprowadzono boczne drogi. Najbardziej uczęszczaną była ta, która wiodła do Złotnik. Herb miasta na pieczęci magistrackiej wyobrażał pół orła piastowskiego i prawe przedramię w zbroi.
W połowie XV wieku rozpoczyna się powolny proces podupadania miasteczka. Leśnica ponownie przybrała raczej wiejski charakter.
W XVIII wieku Leśnica straciła prawa miejskie, potem do początków XX wieku była wsią w powiecie Środa Śląska. W latach 1733–1753 Leśnica była własnością szpitala i klasztoru zakonu Krzyżowców z Czerwoną Gwiazdą znajdującego się przy kościele św. Macieja.
W 1844 uzyskała połączenie kolejowe z Wrocławiem. W półwieczu poprzedzającym wybuch I wojny światowej Leśnica bardzo się rozbudowywała. Powstały nowe domy komunalne oraz prywatne kamienice i wille, które w większości zachowały się do dziś.
Leśnica była kilkakrotnie niszczona: ok. 1428 przez husytów, 1465 spalona podczas walk między miastem Wrocław a królem czeskim Jerzym z Podiebradów, 1633 podczas wojny trzydziestoletniej przez wojska szwedzkie, 1815 podczas wojen napoleońskich. W 1945 zniszczenia były stosunkowo niewielkie.
W czasie II wojny światowej od sierpnia 1942 r. w Leśnicy działał podobóz obozu koncentracyjnego Gross Rosen, w którym przebywali więźniowie różnych narodowości (najwięcej Polaków), zatrudnieni do wznoszenia, a później obsługi koszar SS, a także do innych prac budowlanych w okolicy. Obóz składał się z jednego dużego baraku. Na początku 1945 r. mieszkało tam około 600 więźniów. Śmiertelność wynosiła 32–40 osób miesięcznie. Po likwidacji tego obozu 23 stycznia 1945, więźniowie trafili do Gross Rosen.
Liczba mieszkańców:
- 1825: 427 mieszkańców
- 1870: 1623
- 1885: 2063
- 1905: 4128
- 1915: ok. 5 tys.

W 1946 r. kolej, z braku miejskich środków komunikacji uruchomiła linię Leśnica-Muchobór, w celu dowożenia pracowników m.in. do Pafawagu.
W 1948 r. wprowadzono urzędowo nazwę Leśnica, zastępując poprzednią niemiecką nazwę Lissa.
Od 1991 Leśnica wraz z ośmioma otaczającymi ją osiedlami: Stabłowice, Złotniki, Marszowice, Ratyń, Mokra, Pustki, Żar, Żerniki Nowe, tworzy osiedle administracyjne, które w 2004 liczyło około 20 tys. mieszkańców.

## Transport

### Transport miejski
Na terenie osiedla znajduje się pętla tramwajowa Leśnica oraz pętle autobusowe: Leśnica, Żar, Ratyń, Las Mokrzański, Grabowa (od dn. 18 grudnia 2021 r. wycofana z użytkowania i rozebrana - zastąpi ją nowa pętla autobusowa przy planowanym szpitalu onkologicznym). Postoje techniczne odbywają się również na przystanku autobusowym Aleja Architektów. Leśnicę z centrum miasta łączą 3 linie tramwajowe (3,10, 20) oraz 4 linie autobusowe (101, 102, 123, 148), a w nocy 2 nocne linie autobusowe (243, 253). Wewnątrz osiedla kursują linie autobusowe o numerach: 117, 137, 138 Natomiast z pętli Leśnica odjeżdżają autobusy do gminy Miękinia strefowych linii autobusowych (917, 923, 937, 938, 948, 958).

### Transport drogowy
Przez Leśnicę przechodzi droga krajowa nr 94 i Autostradowa Obwodnica Wrocławia. Dawniej przechodziła też droga wojewódzka nr 362, jednak straciła ona swoją kategorię w 2019 roku.

### Transport kolejowy
W granicach osiedla znajdują się stacje i przystanki kolejowe: Wrocław Leśnica, Wrocław Żerniki położone w ciągu linii kolejowej nr 275 oraz Wrocław Stadion na linii kolejowej nr 273 (potocznie zwanej Nadodrzanką). Z Wrocławia Leśnicy i Żernik można dojechać pociągami Kolei Dolnośląskich m.in. do Wrocławia Głównego, Jelcza-Laskowic, Legnicy, Węglińca, Lubania Śląskiego, Zgorzelca, Żar, Lubina czy Głogowa (wg rocznego rozkładu jazdy na rok 2022). Natomiast z Wrocławia Stadion można dojechać pociągami Polregio m.in. do Wrocławia Głównego, Wołowa, Ścinawy, Głogowa, Nowej Soli i Zielonej Góry Głównej (wg rocznego rozkładu jazdy na rok 2022).

### Szlaki piesze
Przez Leśnicę przechodzą szlaki piesze i pieszo-rowerowe:
- żółty Szlak dookoła Wrocławia im. doktora Bronisława Turonia
- zielony szlak PTTK (Uraz - Kąty Wrocławskie)
- Wrocławska Droga Św. Jakuba
- Ścieżka przyrodniczo-edukacyjna Jarnołtów-Ratyń we Wrocławiu

## Architektura

### Zabytki
Do wojewódzkiego rejestru zabytków wpisane są:
- historyczny układ urbanistyczny, z XIII–XX w.
- kościół św. Jadwigi, ul. Wolska 6, z drugiej poł. XV w., l. 1739–55
- zespół stacji kolejowej „Wrocław-Leśnica”, ul. Rubczaka 20: dworzec kolejowy, z drugiej poł. XIX w., trzy wiaty peronowe, drewniane z 1900 r., z przejściem podziemnym z 1903 r., budynek nastawni z 1903 r.
- zespół zamkowy, pl. Świętojański 1, z XIV–XVIII w., XIX w., po 1945 r.: pałac, park
- willa, ul. Platanowa 4, z 1907 r.: ogród; ul. Platanowa 4–6 z 1921 r., ogrodzenie
- willa, ul. Rubczaka 13, z l. 1870–80, 1914 r.
- poczta, ul. Skoczylasa 19 / Rubczaka 2, z l. 1894-…[styl do poprawy], 1926–27
- wodociągowa wieża ciśnień, komunalna, ul. Polkowicka, z 1915 r.

### Zabudowa
Główną ulicą osiedla jest dziś ulica Średzka, prowadząca z Wrocławia do Środy Śląskiej; w przeszłości inną główną arterią była także Dyhernfurtherstraße (dziś ul. Dolnobrzeska) prowadząca do Brzegu Dolnego. Od końca XIX wieku w Leśnicy jest też stacja kolejowa Wrocław Leśnica na linii nr 275 z Wrocławia do Legnicy i Zgorzelca.
Na terenie osiedla znajdują się:
- pałac barokowy przebudowany z dawnego zamku piastowskiego, w otoczeniu Parku Leśnickiego
- park krajobrazowy nad Bystrzycą
- kościół św. Jadwigi Śląskiej z XIII w. przebudowany na styl barokowy

W Leśnicy stacjonuje również 10 Wrocławski Pułk Dowodzenia.

## Galeria

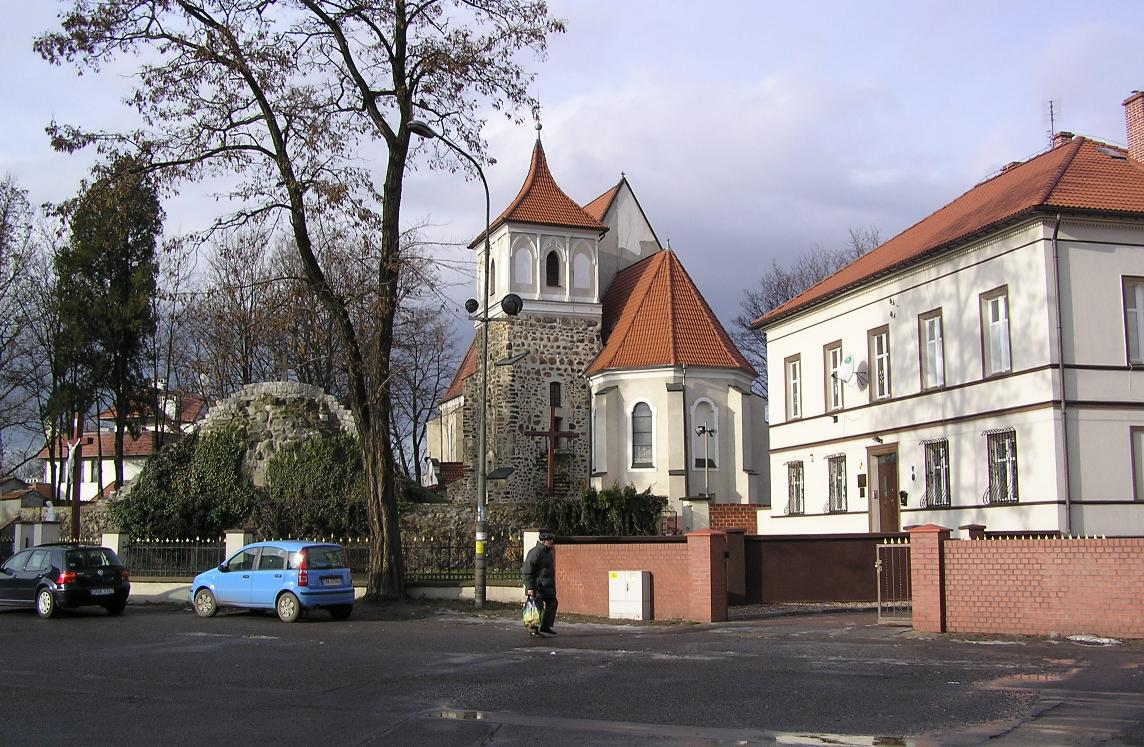
Kościół św. Jadwigi we Wrocławiu – Leśnicy
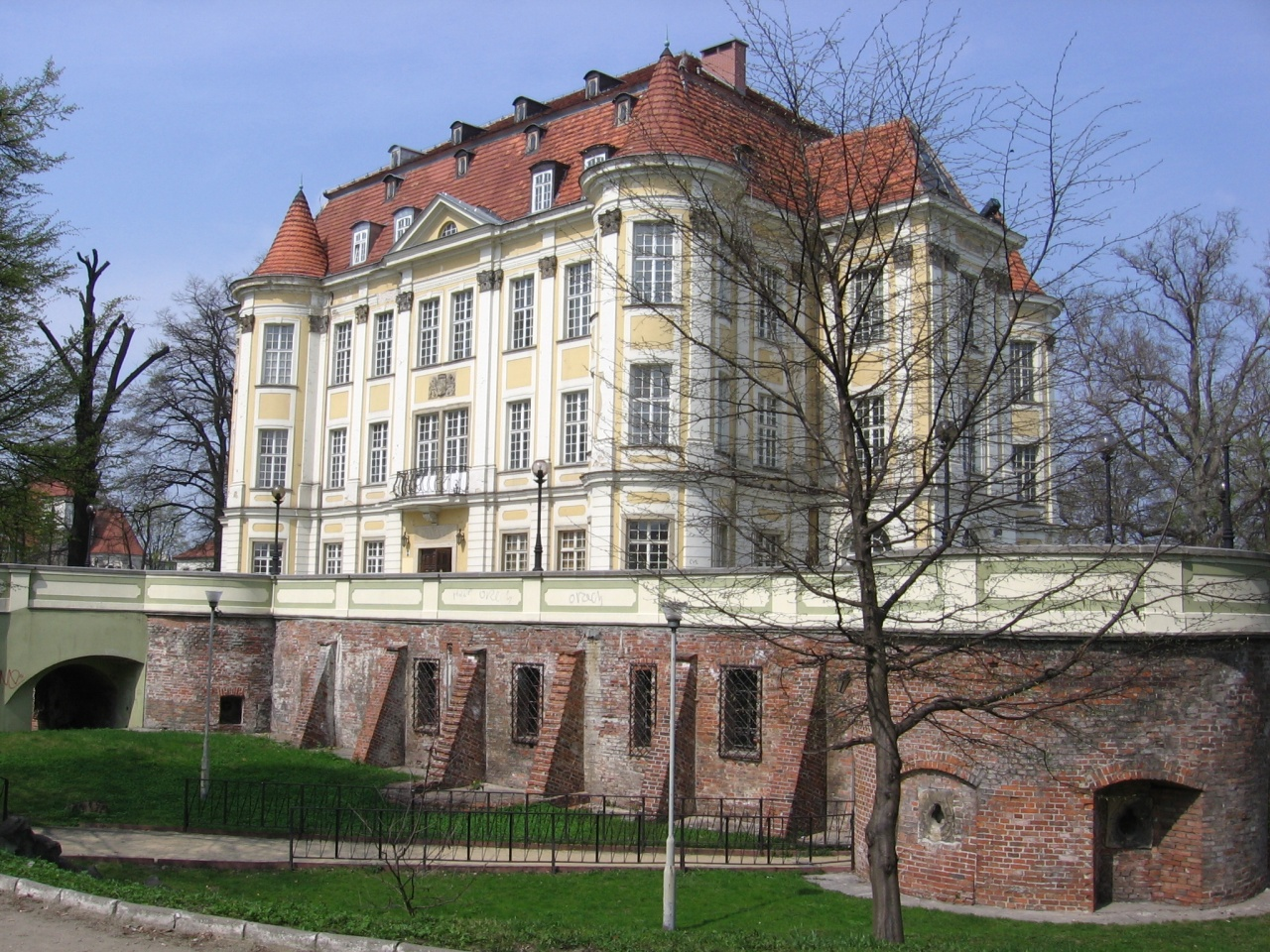
Zamek w Leśnicy, siedziba Centrum Kultury "Zamek"
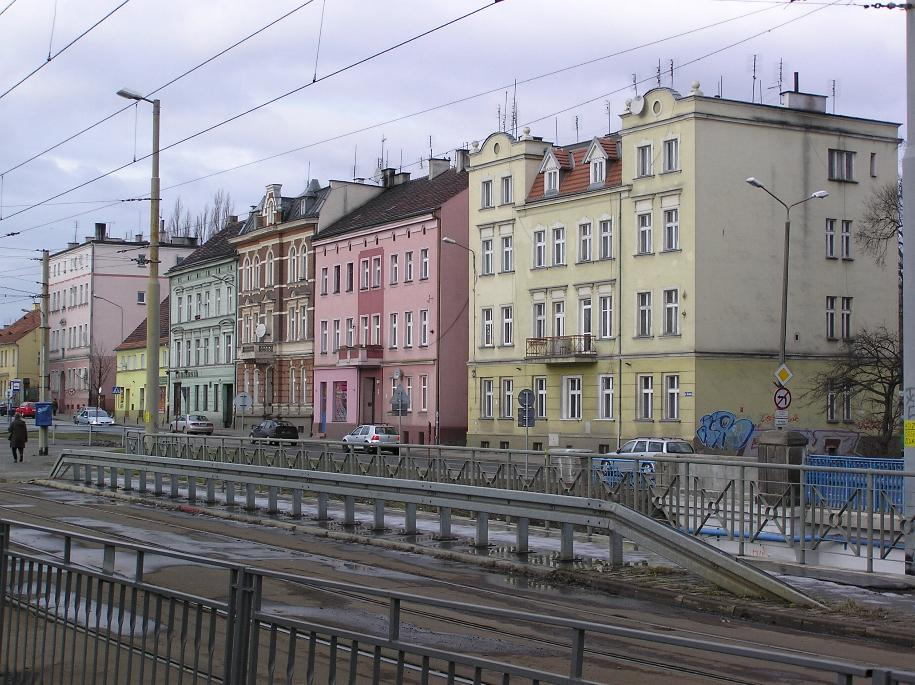
Mosty (tramwajowy i drogowy) przez Młynówkę (odnogę Bystrzycy)
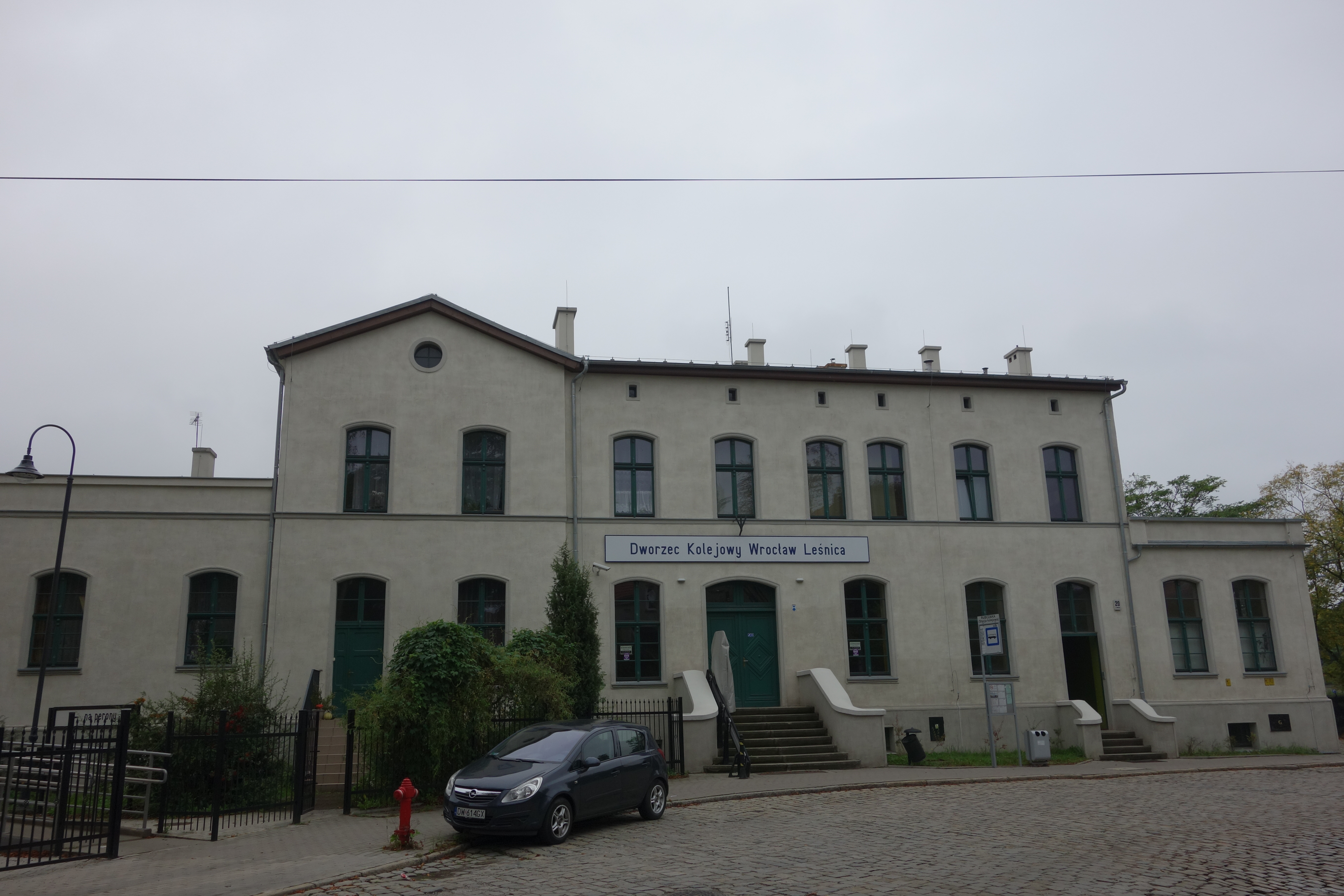
Dworzec kolejowy Wrocław Leśnica
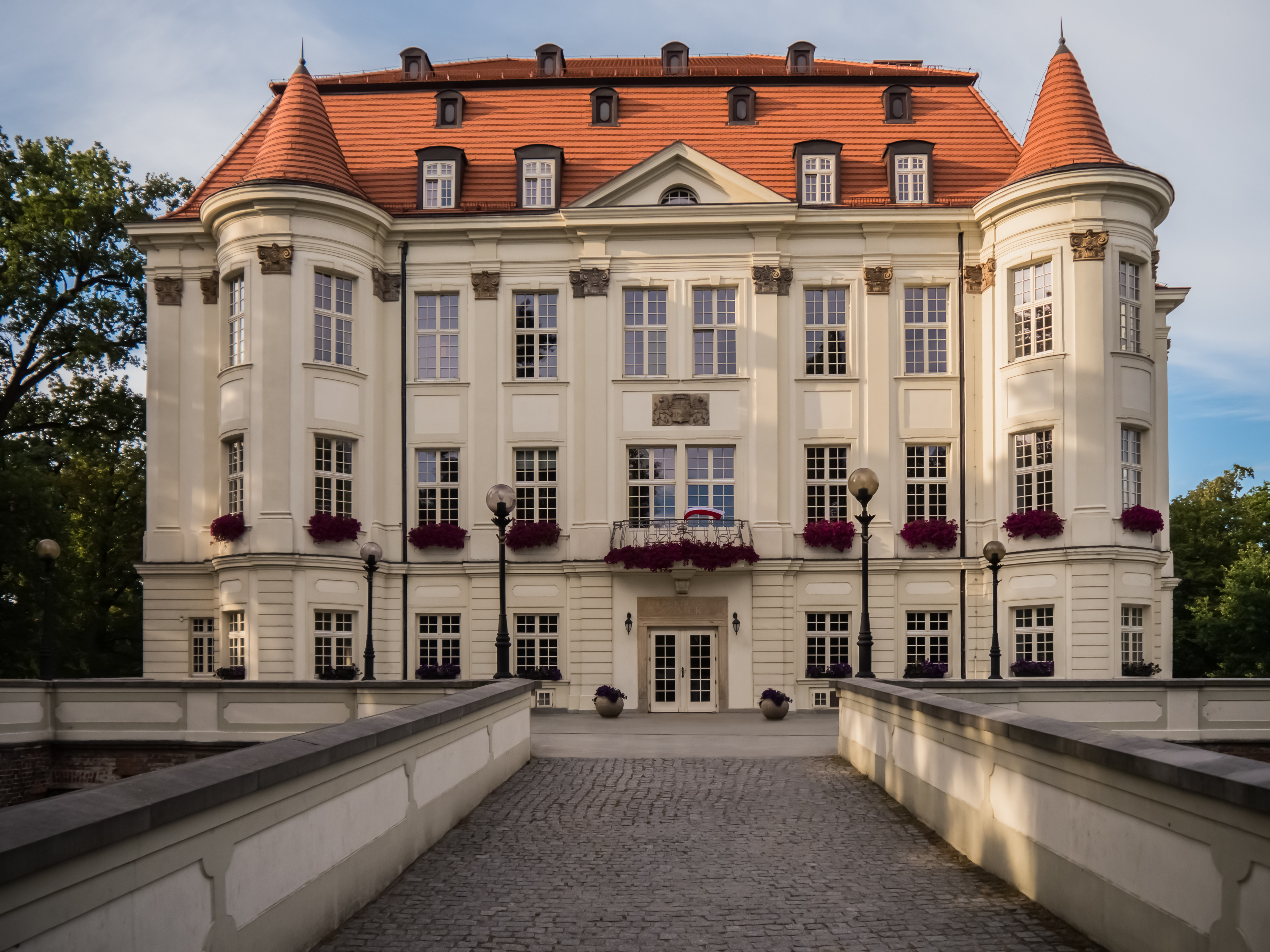
Zamek w Leśnicy
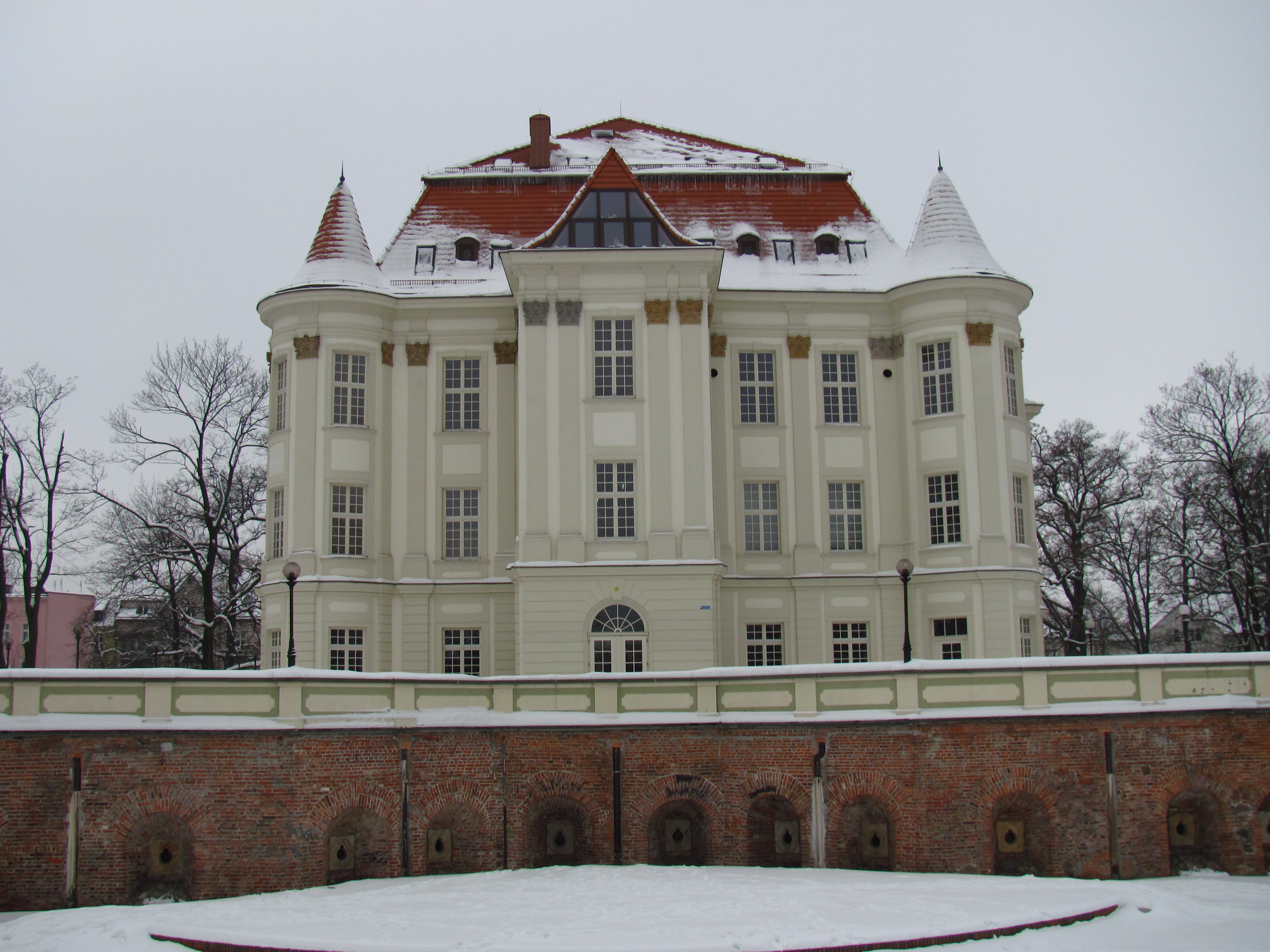
Zamek w Leśnicy (ściana wschodnia)
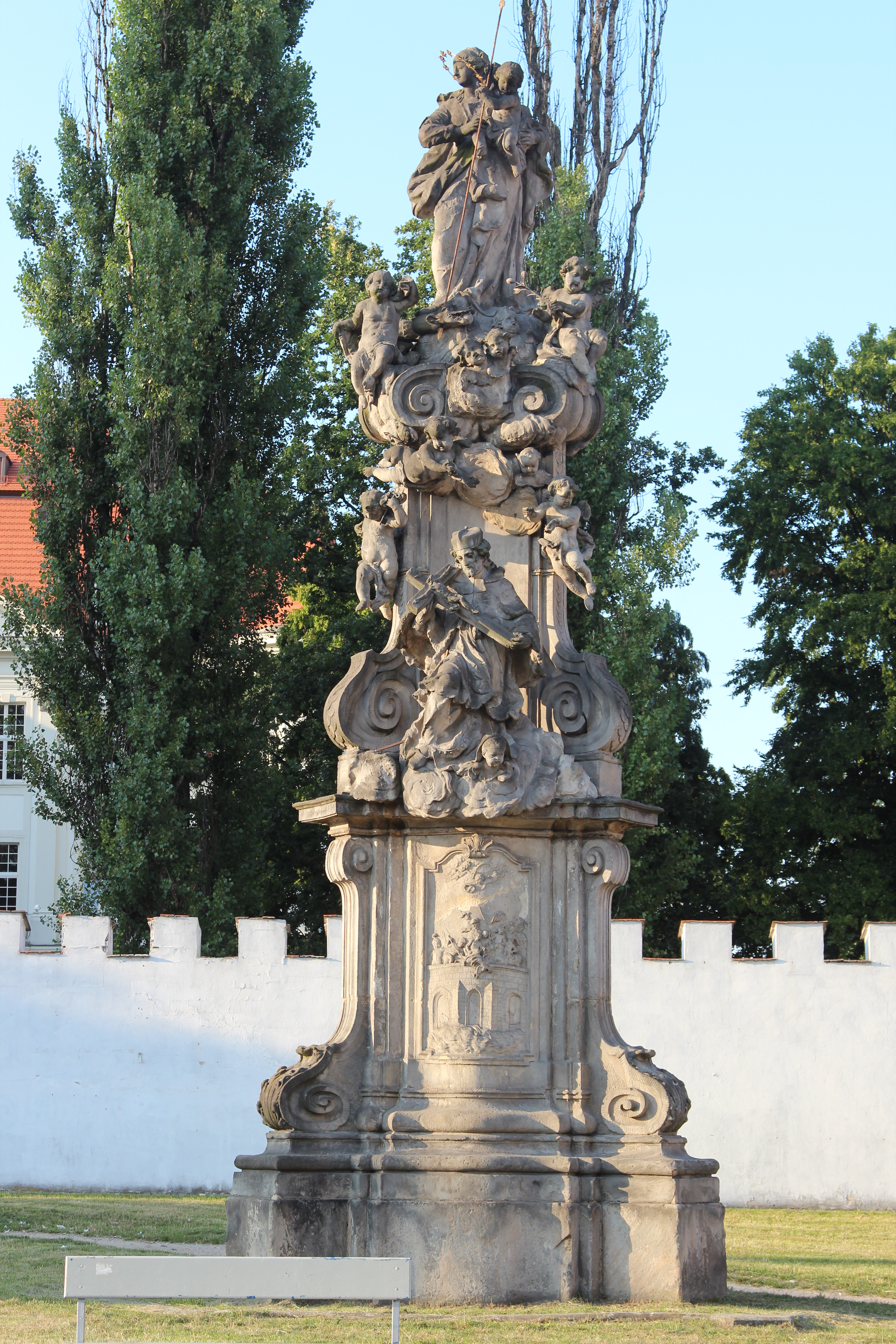
Figura Matki Boskiej z Dzieciątkiem i św. Jana Nepomucena w Leśnicy
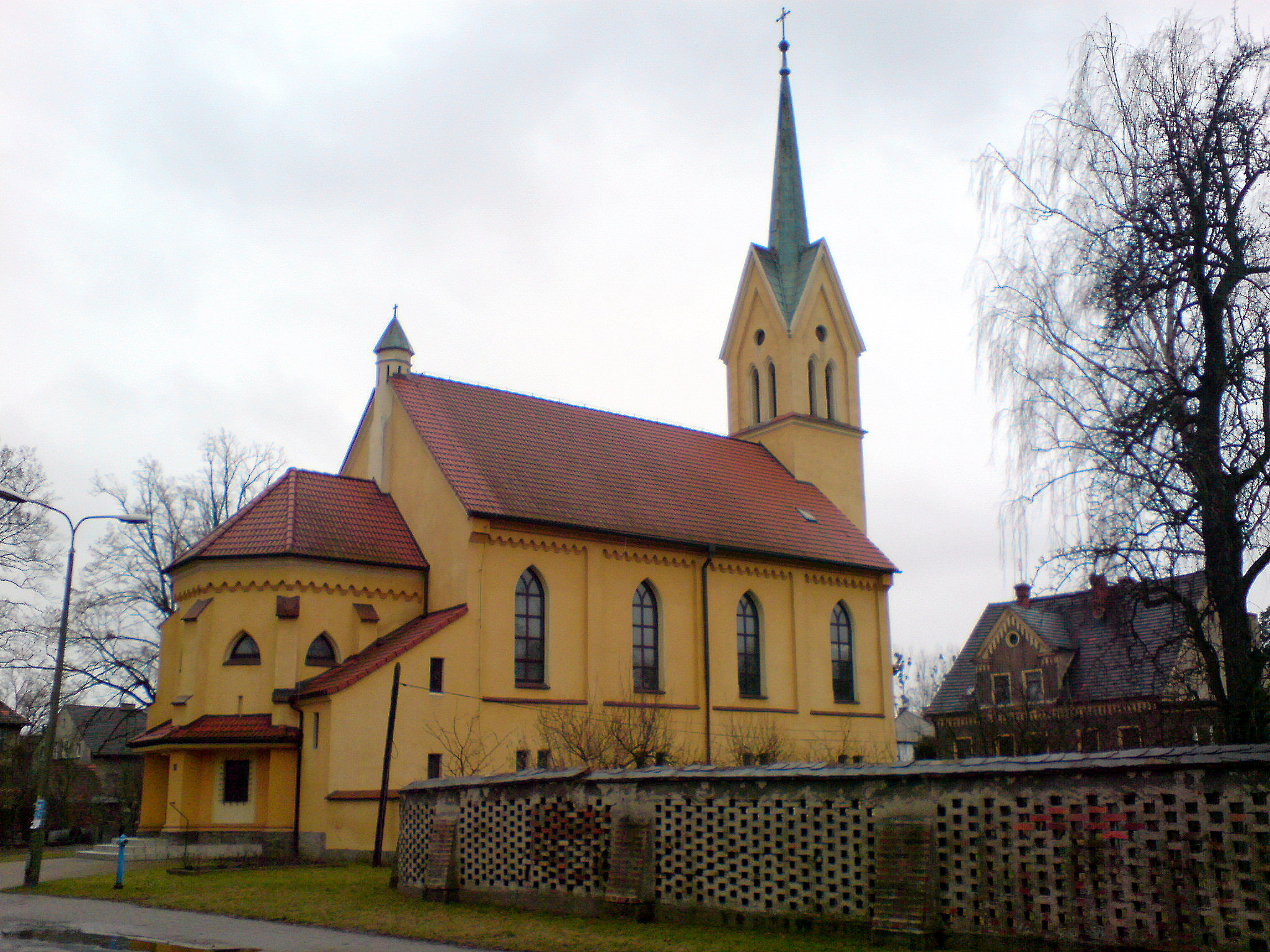
Kościół Podwyższenia Krzyża Świętego w Leśnicy (stary kościół ewangelicki)